# Badminton aux Jeux olympiques d'été de 1996
Navigation
Barcelone 1992 Sydney 2000
Cinq épreuves de badminton se sont déroulées lors des Jeux olympiques d'été de 1996 à Atlanta.
À l'exception de la médaille d'or du danois Poul-Erik Høyer Larsen, toutes les médailles, soit 14 sur 15, ont été remportées par des athlètes appartenant à des nations de l'Asie de l'Est et du Sud-Est.

## Tableau des médailles
| Rang  | Nation       | Or | Argent | Bronze | Total |
| ----- | ------------ | -- | ------ | ------ | ----- |
| 1     | Corée du Sud | 2  | 2      | 0      | 4     |
| 2     | Indonésie    | 1  | 1      | 2      | 4     |
| -     | Chine        | 1  | 1      | 2      | 4     |
| 4     | Danemark     | 1  | 0      | 0      | 1     |
| 5     | Malaisie     | 0  | 1      | 1      | 2     |
| Total | Total        | 5  | 5      | 5      | 15    |

## Résultats
| Discipline    | Or                                         | Argent                                     | Bronze                                       |
| Simple hommes | Danemark Poul-Erik Høyer Larsen            | Chine Dong Jiong                           | Malaisie Rashid Sidek                        |
| Simple dames  | Corée du Sud Bang Soo-hyun                 | Indonésie Mia Audina                       | Indonésie Susi Susanti                       |
| Double hommes | Indonésie Rexy Mainaky et Ricky Subagja    | Malaisie Cheah Soon Kit et Yap Kim Hock    | Indonésie Antonius Ariantho et Denny Kantono |
| Double dames  | Chine Ge Fei et Gu Jun                     | Corée du Sud Gil Young-ah et Jang Hye-ock  | Chine Qin Yiyuan et Tang Yongshu             |
| Double mixte  | Corée du Sud Kim Dong-moon et Gil Young-ah | Corée du Sud Park Joo-bong et Ra Kyung-min | Chine Liu Jianjun et Sun Man                 |